# School Rangers
School Rangers（スクールレンジャー、タイ語: รถโรงเรียน School Rangers）は、アタパン・プーンサワット（ガン）、ハリット・チーワカルン（シング）、ナチャット・ジャンタパン（ニッキー）、ワチラウィット・ルーアンウィワット（チモン）、コーラパット・クッパン（ナノン）、タナチャイ・ウィチットウォントーン（モン）、ティティプーン・テーシャアパイクン（ニュー）、 ウィーラチュット・チャンスック（アーム）、タワン・ウィホクラット（テイ）、レオ・ソッセイ、ジュンポン・アドゥンキッティポーン（オフ）、ナワット・プンポーティンガーム（ホワイト）が出演するタイのバラエティ番組。
タイ国内の学校を取り上げ、ホストがゲストの有名人と一緒にその学校を訪問する。訪問先の学校ではそれぞれの分野で優秀な生徒が紹介され、彼らと一緒にさまざまな課題に挑戦する。最後には、ホストとゲストらにより、募金活動の収益が学校に寄付される。GMMTVがプロデュースしたこの番組は『High School Reunion』の続編となっており、『รถโรงเรียน School Rangers』が2018年1月15日から2024年2月3日に、2024年2月10日からは番組名を『School Rangers』と改めてGMM 25とYouTubeにて放送・配信されている。。
日本では、一部の放送回がTELASAにて2021年より見放題配信された。

## ホスト

### 2024年～現在
- レオ・ソッセイ
- ナチャット・ジャンタパン（ニッキー）
- ウィーラユット・チャンスック（アーム）
- カナパン・プイトラクーン（ファースト）
- タナワット・ラッタナキットパイサーン（カオタン）
- チャヤポン・ジュターマー（AJ）
- チャヤコーン・ジュターマー（JJ）
- タナウィン・ポンチャルンラット（ウィンニー）
- キッティポップ・セーリーウィチヤサワット（サタン）
- パーキン・クナーアヌウィット（マーク）
- トライ・ニムタワット（ニオ）
- サッタブット・レーディキー（ドレーク）
- アーチェン・アイドゥン（ジュン）
- ナッタチャイ・ブンプラサート（ダンク）
- ジーラチャポン・シーサング（フォース）
- カシデット・プルークポン（ブック）

### 2018年～2024年
- アタパン・プーンサワット（ガン）
- ハリット・チーワカルン（シング）
- ナチャット・ジャンタパン（ニッキー）
- ワチラウィット・ルーアンウィワット（チモン）
- コーラパット・クッパン（ナノン）
- タナチャイ・ウィチットウォントーン（モン）
- ティティプーン・テーシャアパイクン（ニュー）
- ウィーラユット・チャンスック（アーム）
- タワン・ウィホクラット（テイ）
- レオ・ソッセイ
- ジュンポン・アドゥンキッティポーン（オフ）
- ナワット・プンポーティンガーム（ホワイト）（第54話～第306話）
- カナパン・プイトラクーン（ファースト）（第201話～第306話）
- ピラパット・ワタナセッシリ（アース）（第201話～第306話）
- サハパー・ウォンラート（ミックス）（第201話～第306話）
- チャッチャウィット・テーチャラポン（ビクター）（第1話～第50話）

## エピソード

### 2018年～2024年

#### EP.1～50
| No. | 放送日         | 訪問校                                                                                  | 特技                                                   | 出演者 |
| --- | -------------- | --------------------------------------------------------------------------------------- | ------------------------------------------------------ | --- |
| 1   | 2018年1月5日   | - Chaiyabhumbhakdeechumphon School - Benjamarachalai School                             | Miss Beauty Queen, ソフトボール、 SCHOOL IDOL          | - Aチーム：テイ、アーム、シング、モン - Bチーム：ニッキー、オフ、ニュー、ナノン - Cチーム：レオ、ビクター、ガン、チモン - その他：ゴッジ |
| 2   | 2018年1月21日  | - Chaiyabhumbhakdeechumphon School - サットリーウィタヤー校 - BANGKOK CHRISTIAN COLLEGE | ポンラン楽団, CB Robot、アーチェリー、 SCHOOL IDOL     | - Aチーム：テイ、アーム、シング、モン - Bチーム：ニッキー、オフ、ニュー、ナノン - Cチーム：レオ、ビクター、ガン、チモン - その他：ゴッジ |
| 3   | 2018年1月28日  | チャーノックローン校                                                                    | テコンドー                                             | - ニッキー、アーム、シング、オフ、ガン - ゲスト：ジェニー・パナン - その他：(EP.3)Joke So Cool |
| 4   | 2018年2月4日   | - チャーノックローン校 - BANGKOK CHRISTIAN COLLEGE                                      | カラーガード、ルクトゥン、ゴルフ                       | - ニッキー、アーム、シング、オフ、ガン - ゲスト：ジェニー・パナン - その他：(EP.3)Joke So Cool |
| 5   | 2018年2月11日  | ナコンサワン校                                                                          | 計算、ペットボトルボート漕ぎ                           | - レオ、ニッキー、モン、ビクター、シング - ゲスト：Tack Pharunyoo Rojanawuttitham、CD Guntee Pitithan |
| 6   | 2018年2月18日  | ナコンサワン校                                                                          | タイ伝統楽器、水泳                                     | - レオ、ニッキー、モン、ビクター、シング - ゲスト：Tack Pharunyoo Rojanawuttitham、CD Guntee Pitithan |
| 7   | 2018年2月26日  | ケーンナコン ウィタヤーライ校                                                           | 中国語、バスケットボール、バレー                       | - レオ、ビクター、テイ、シング、アーム - ゲスト：Seo Ji-yeon |
| 8   | 2018年3月4日   | ケーンナコン ウィタヤーライ校                                                           | 物理学、サッカー、料理（ソムタム）                     | - レオ、ビクター、テイ、シング、アーム - ゲスト：Seo Ji-yeon |
| 9   | 2018年3月11日  | ワット ヌアン ノラディット校                                                            | 中国獅子舞、歴史、サッカー                             | - オフ、ナノン、モン、テイ、ガン、レオ - ゲスト：シントー、クリス - その他：(10)アーム |
| 10  | 2018年3月18日  | ワット ヌアン ノラディット校                                                            | 天体観測、カバーダンス                                 | - オフ、ナノン、モン、テイ、ガン、レオ - ゲスト：シントー、クリス - その他：(10)アーム |
| 11  | 2018年3月25日  | トゥーン ウィタヤーコム校                                                               | サムスン スマート ラーニング センター （生物、釘抜き） | - アーム、シング、ガン、チモン、ビクター - ゲスト：Jeab Lalana Kongtoranin |
| 12  | 2018年4月1日   | ワット シン校                                                                           | マーチングバンド、ペタンク                             | - オフ、ガン、テイ、ニュー、チモン、レオ - ゲスト：ピンポン・トンチャイ・トーンカントム、Paopetch Jarernsuk |
| 13  | 2018年4月8日   | ワット シン校                                                                           | ルクトゥン、飛行機、タイ料理                           | - オフ、ガン、テイ、ニュー、チモン、レオ - ゲスト：ピンポン・トンチャイ・トーンカントム、Paopetch Jarernsuk |
| 14  | 2018年4月23日  | 振返り編                                                                                |                                                        | レオ、シング、ビクター、オフ、ガン、テイ、ニュー、ナノン、ニッキー |
| 15  | 2018年4月29日  | 振返り編                                                                                |                                                        | レオ、シング、ビクター、オフ、ガン、テイ、ニュー、ナノン、ニッキー |
| 16  | 2018年5月6日   | Schoolympics（各校）                                                                    |                                                        | - テイ、レオ、アーム、アース、モン、ビクター、 - ゲスト：Napat Injaiuea、Warawut Poyim、Jaruwat Cheawaram - その他：(16)ナノン、(17)ニュー |
| 17  | 2018年5月13日  | Schoolympics（各校）                                                                    |                                                        | - テイ、レオ、アーム、アース、モン、ビクター、 - ゲスト：Napat Injaiuea、Warawut Poyim、Jaruwat Cheawaram - その他：(16)ナノン、(17)ニュー |
| 18  | 2018年5月20日  | Satri Wat Rakhang School                                                                | 礼儀作法、バレーボール                                 | - レオ、ガン、ニュー、アーム - ゲスト：ガイ、ナモン・クリッタナイ・アーサンプラキット - その他：(19,20)シング、(20)モン |
| 19  | 2018年5月27日  | Satri Wat Rakhang School                                                                | 礼儀作法、英語                                         | - レオ、ガン、ニュー、アーム - ゲスト：ガイ、ナモン・クリッタナイ・アーサンプラキット - その他：(19,20)シング、(20)モン |
| 20  | 2018年6月3日   | Satri Wat Rakhang School                                                                | 吹奏楽、サッカー                                       | - レオ、ガン、ニュー、アーム - ゲスト：ガイ、ナモン・クリッタナイ・アーサンプラキット - その他：(19,20)シング、(20)モン |
| 21  | 2018年6月10日  | エカマイ インターナショナル学校                                                         | バスケットボール、乗馬                                 | - レオ、チモン、モン、ガン、アーム - ゲスト：Bookko Thanatchaphan Buranachiwawilai |
| 22  | 2018年6月17日  | エカマイ インターナショナル学校                                                         | アイススケート、バスケットボール                       | - レオ、チモン、モン、ガン、アーム - ゲスト：Bookko Thanatchaphan Buranachiwawilai |
| 23  | 2018年6月24日  | ラーチャ ボリカー ヌクロ校                                                              | ムエタイ、射撃                                         | - ニッキー、シング、ビクター、モン、アーム - ゲスト：ムーク |
| 24  | 2018年7月1日   | ラーチャ ボリカー ヌクロ校                                                              | 選択科目、ラグビー                                     | - ニッキー、シング、ビクター、モン、アーム - ゲスト：ムーク |
| 25  | 2018年7月8日   | カラヤーナワット校                                                                      | クロスカントリー、発音、ロボット工学                   | - ニュー、ガン、シング、アーム - ゲスト：バンク・ティティ・マハーヨーターラック、プレーワー・ニチャーパット・チャトチャイポンラット |
| 26  | 2018年7月15日  | カラヤーナワット校                                                                      | ロボット工学                                           | - ニュー、ガン、シング、アーム - ゲスト：バンク・ティティ・マハーヨーターラック、プレーワー・ニチャーパット・チャトチャイポンラット |
| 27  | 2018年7月22日  | サグゥアンイン校                                                                        | 社交ダンス、バレーボール                               | - レオ、シング、オフ、ガン、テイ、ニュー、モン、アーム - ゲスト：Oab Oabnithi Wiwattanawarang |
| 28  | 2018年7月29日  | サグゥアンイン校                                                                        | BMXレーシング、仏教                                    | - レオ、シング、オフ、ガン、テイ、ニュー、モン、アーム - ゲスト：Oab Oabnithi Wiwattanawarang |
| 29  | 2018年8月5日   | サグゥアンイン校                                                                        | ネットボール                                           | - レオ、シング、オフ、ガン、テイ、ニュー、モン、アーム - ゲスト：Oab Oabnithi Wiwattanawarang |
| 30  | 2018年8月12日  | Chonkanyanukoon School                                                                  | カバーダンス、タイ語                                   | - ニッキー、シング、ニュー、モン - ゲスト：フィアット、オージュン - その他：(31)オフ |
| 31  | 2018年8月19日  | Chonkanyanukoon School                                                                  | ウォンドントリータイ、水彩画                           | - ニッキー、シング、ニュー、モン - ゲスト：フィアット、オージュン - その他：(31)オフ |
| 32  | 2018年8月26日  | モンフォート学校 (中等校)                                                               | Oberloadバンド、マッサージ、水泳                       | - アーム、ガン、テイ、オフ - ゲスト：ムーク、クリス |
| 33  | 2018年9月2日   | モンフォート学校 (中等校)                                                               | ゴルフ、数学                                           | - アーム、ガン、テイ、オフ - ゲスト：ムーク、クリス |
| 34  | 2018年9月9日   | サトリー プーケット校                                                                   | 卓球                                                   | - レオ、ガン、ナノン、ニッキー - ゲスト：フランク、ドレーク - その他：(35)オフ |
| 35  | 2018年9月16日  | サトリー プーケット校                                                                   | ジェンズ、フェンシング                                 | - レオ、ガン、ナノン、ニッキー - ゲスト：フランク、ドレーク - その他：(35)オフ |
| 36  | 2018年9月23日  | スラナーリー ウィタヤー校                                                               | 大縄跳び                                               | - ニッキー、シング、テイ、ニュー - ゲスト：ホワイト、Nara Thepnupha - その他：オフ |
| 37  | 2018年9月30日  | スラナーリー ウィタヤー校                                                               | 美容院、語学、バレーボール                             | - ニッキー、シング、テイ、ニュー - ゲスト：ホワイト、Nara Thepnupha - その他：オフ |
| 38  | 2018年10月7日  | サトリーノンタブリー校                                                                  | 応急処置、ハンドボール                                 | - レオ、テイ、ニッキー、アーム、オフ、ガン - ゲスト：GEN WIRE GUY&GIRL CONTEST 2018出場者（プリッキン含む） |
| 39  | 2018年10月14日 | ウドンピタヤーコム校                                                                    | スカウト、バスケットボール                             | - レオ、チモン、ガン、ナノン、シング、テイ、アーム - ゲスト：The Gifted出演者 - (39-41)プイメック、Lilly Apichaya - (41)フィアット、AJ、JJ - その他：オフ |
| 40  | 2018年10月21日 | ウドンピタヤーコム校                                                                    | 数学、射撃                                             | - レオ、チモン、ガン、ナノン、シング、テイ、アーム - ゲスト：The Gifted出演者 - (39-41)プイメック、Lilly Apichaya - (41)フィアット、AJ、JJ - その他：オフ |
| 41  | 2018年10月29日 | ウドンピタヤーコム校                                                                    | 射撃、バドミントン                                     | - レオ、チモン、ガン、ナノン、シング、テイ、アーム - ゲスト：The Gifted出演者 - (39-41)プイメック、Lilly Apichaya - (41)フィアット、AJ、JJ - その他：オフ |
| 42  | 2018年11月4日  | Kannasoot Suksalai School                                                               | 人文字パネル、折り紙、サッカー、セパタクロー           | - ニッキー、テイ、シング、ビクター、レオ - ゲスト：リー - その他：オフ |
| 43  | 2018年11月12日 | Kannasoot Suksalai School                                                               | テコンドー、ラジコン飛行機                             | - ニッキー、テイ、シング、ビクター、レオ - ゲスト：リー - その他：オフ |
| 44  | 2018年11月18日 | Schoolympics 2018（各校）                                                               |                                                        | - ガン、チモン、ニュー、アーム、ニッキー、テイ、シング、レオ、オフ、モン、ナノン - ゲスト： - 黄色チーム シントー、ホワイト、ムーク、フィアット、プラスター、ニオ・トライ・ニムタワット - 緑チーム リー、ファースト、ジャン、トップタップ、ガイ、ドレーク、プウィン・タンサックユーン - 紫チーム クリス、ジェーン、メーク、アース、ガンスマイル、フランク |
| 45  | 2018年11月25日 | Schoolympics 2018（各校）                                                               |                                                        | - ガン、チモン、ニュー、アーム、ニッキー、テイ、シング、レオ、オフ、モン、ナノン - ゲスト： - 黄色チーム シントー、ホワイト、ムーク、フィアット、プラスター、ニオ・トライ・ニムタワット - 緑チーム リー、ファースト、ジャン、トップタップ、ガイ、ドレーク、プウィン・タンサックユーン - 紫チーム クリス、ジェーン、メーク、アース、ガンスマイル、フランク |
| 46  | 2018年12月2日  | Schoolympics 2018（各校）                                                               |                                                        | - ガン、チモン、ニュー、アーム、ニッキー、テイ、シング、レオ、オフ、モン、ナノン - ゲスト： - 黄色チーム シントー、ホワイト、ムーク、フィアット、プラスター、ニオ・トライ・ニムタワット - 緑チーム リー、ファースト、ジャン、トップタップ、ガイ、ドレーク、プウィン・タンサックユーン - 紫チーム クリス、ジェーン、メーク、アース、ガンスマイル、フランク |
| 47  | 2018年12月9日  | プラパトム ウィタヤーライ校                                                             | 数学、タイ文学                                         | - アーム、レオ、シング、ニッキー - ゲスト：プルーム、ジャン - その他：(48)テイ、プリッキン |
| 48  | 2018年12月16日 | プラパトム ウィタヤーライ校                                                             | タイ伝統舞踊、サッカー                                 | - アーム、レオ、シング、ニッキー - ゲスト：プルーム、ジャン - その他：(48)テイ、プリッキン |
| 49  | 2018年12月23日 | スペシャル                                                                              |                                                        | ニッキー、ナノン、チモン、テイ、ニュー、アーム、シング、ビクター（ラスト）、ガン、オフ （ビデオ出演：レオ、モン） |
| 50  | 2018年12月30日 | スペシャル                                                                              |                                                        | ニッキー、ナノン、チモン、テイ、ニュー、アーム、シング、ビクター（ラスト）、ガン、オフ （ビデオ出演：レオ、モン） |

#### EP.51～101
| No. | 放送日         | 訪問校                                                                                          | 特技                                                      | 出演者 |
| --- | -------------- | ----------------------------------------------------------------------------------------------- | --------------------------------------------------------- | --- |
| 51  | 2019年1月6日   | サムットプラカーン校                                                                            | サッカー、青少年カウンセラー                              | - ニッキー、シング、ナノン、モン、テイ、アーム - ゲスト：ナット・サクダトーン、シントー、プラスター - その他：プリッキン |
| 52  | 2019年1月13日  | サムットプラカーン校                                                                            | 卵投げ                                                    | - ニッキー、シング、ナノン、モン、テイ、アーム - ゲスト：ナット・サクダトーン、シントー、プラスター - その他：プリッキン |
| 53  | 2019年1月20日  | サムットプラカーン校                                                                            | マーチングバンド、ムエタイ                                | - ニッキー、シング、ナノン、モン、テイ、アーム - ゲスト：ナット・サクダトーン、シントー、プラスター - その他：プリッキン |
| 54  | 2019年1月27日  | ハートヤイ ウィタヤーライ ソムブーンクンカンヤー校                                              | 合唱、電気回路                                            | - ニッキー、シング、ガン、オフ、テイ、ニュー、レオ、ホワイト（レギュラー初出演） - ゲスト：ファースト - その他：プリッキン、ジェニー・パナン |
| 55  | 2019年2月3日   | ハートヤイ ウィタヤーライ ソムブーンクンカンヤー校                                              | 電気回路、タイ舞踊、忍者ドラム、タイダイ                  | - ニッキー、シング、ガン、オフ、テイ、ニュー、レオ、ホワイト（レギュラー初出演） - ゲスト：ファースト - その他：プリッキン、ジェニー・パナン |
| 56  | 2019年2月10日  | ハートヤイ ウィタヤーライ ソムブーンクンカンヤー校                                              | タイダイ、テコンドー                                      | - ニッキー、シング、ガン、オフ、テイ、ニュー、レオ、ホワイト（レギュラー初出演） - ゲスト：ファースト - その他：プリッキン、ジェニー・パナン |
| 57  | 2019年2月17日  | チョームスラーン ウッパタム校                                                                   | ボディービル、卓球、中国扇子舞踊                          | - レオ、アーム、チモン、ナノン、ガン、モン - その他：テイ |
| 58  | 2019年2月24日  | チョームスラーン ウッパタム校                                                                   | 中国扇子舞踊、英語辞書引き                                | - レオ、アーム、チモン、ナノン、ガン、モン - その他：テイ |
| 59  | 2019年3月3日   | プロマーヌソン校                                                                                | タイ舞踊（パントマイム）、彫刻                            | - レオ、ホワイト、チモン、ナノン、シング、アーム - ゲスト：オーム、ガンスマイル、スタンディ―・シントー - その他：テイ |
| 60  | 2019年3月10日  | プロマーヌソン校                                                                                | 料理、吹奏楽                                              | - レオ、ホワイト、チモン、ナノン、シング、アーム - ゲスト：オーム、ガンスマイル、スタンディ―・シントー - その他：テイ |
| 61  | 2019年3月17日  | アサンプション大学 トンブリー                                                                   | ゴーカート、ボルダリング                                  | ナノン、モン、レオ、シング、ニッキー、テイ、アーム、ホワイト、ガン |
| 62  | 2019年3月24日  | アサンプション大学 トンブリー                                                                   | 英語、スポーツスタッキング                                | ナノン、モン、レオ、シング、ニッキー、テイ、アーム、ホワイト、ガン |
| 63  | 2019年3月31日  | パトゥムテープ ウィタヤーカーン校                                                               | ものまね、社交ダンス                                      | - ニッキー、ナノン、ホワイト、シング、モン、アーム - ゲスト：ジェーン、ナムターン |
| 64  | 2019年4月7日   | パトゥムテープ ウィタヤーカーン校                                                               | 絵画、アート-言語                                         | - ニッキー、ナノン、ホワイト、シング、モン、アーム - ゲスト：ジェーン、ナムターン |
| 65  | 2019年4月14日  | Who's the best ?（スペシャル）                                                                  |                                                           | EP.28, EP.33, EP.40-41, EP.47, EP.54, EP.57, EP.59, EP.61 出演者 |
| 66  | 2019年4月21日  | ターワラーヌクン校                                                                              | 紙飛行機、砲丸投げ                                        | - レオ、ニュー、モン、シング、テイ、ナノン、アーム - ゲスト：ビクター、リー |
| 67  | 2019年4月28日  | ターワラーヌクン校                                                                              | 砲丸投げ、学術クイズ、単色絵                              | - レオ、ニュー、モン、シング、テイ、ナノン、アーム - ゲスト：ビクター、リー |
| 68  | 2019年5月12日  | チャウアット ウィタヤーカーン校                                                                 | マーチングバンド・カラーガード、 竹筒鉄砲（チャッポーン） | - レオ、オフ、ガン、アーム、モン - ゲスト：Sananthachat Thanapatpisal - その他：シング |
| 69  | 2019年5月19日  | チャウアット ウィタヤーカーン校                                                                 | カラーガード、ビーチセパタクロー                          | - レオ、オフ、ガン、アーム、モン - ゲスト：Sananthachat Thanapatpisal - その他：シング |
| 70  | 2019年5月26日  | ターナコン ヤーンワローパーウティス校                                                           | 影絵芝居、礼儀作法                                        | - オフ、テイ、アーム、モン、チモン、ガン、シング、ナノン - ゲスト：クリス |
| 71  | 2019年6月2日   | ターナコン ヤーンワローパーウティス校                                                           | サッカー、組積造                                          | - オフ、テイ、アーム、モン、チモン、ガン、シング、ナノン - ゲスト：クリス |
| 72  | 2019年6月10日  | サーイパンヤー校                                                                                | バナナの葉編み枝細工、裁縫                                | - ニッキー、レオ、ホワイト、オフ - ゲスト：アース、マイク - その他：テイ |
| 73  | 2019年6月16日  | サーイパンヤー校                                                                                | 日本文化、卓球                                            | - ニッキー、レオ、ホワイト、オフ - ゲスト：アース、マイク - その他：テイ |
| 74  | 2019年6月23日  | - Water War（スペシャル） - ・バンコク クリスチャン カレッジ - ・Chitralada School              | 恐竜、チャーボール                                        | ナノン、オフ、レオ、テイ、シング、ニュー、アーム、ガン |
| 75  | 2019年6月30日  | - Water War（スペシャル） - ・ワット サケート校                                                 | 釣り、ムエタイ                                            | ナノン、オフ、レオ、テイ、シング、ニュー、アーム、ガン |
| 76  | 2019年7月7日   | - Water War（スペシャル） - ・ベンチャマラート ランサリット校 - ・アサンプション大学 トンブリー | 綱引き、ロッククライミング                                | ナノン、オフ、レオ、テイ、シング、ニュー、アーム、ガン |
| 77  | 2019年7月14日  | ベンチャマ マハーラート校                                                                       | ポンラン                                                  | - レオ、アーム、ナノン、シング、モン - ゲスト：トーイ - その他：パトリック・ナタワット・フィンラー、フィルム |
| 78  | 2019年7月21日  | ベンチャマ マハーラート校                                                                       | ポンラン、中国文化                                        | - レオ、アーム、ナノン、シング、モン - ゲスト：トーイ - その他：パトリック・ナタワット・フィンラー、フィルム |
| 79  | 2019年7月28日  | ベンチャマラートランサリット校                                                                  | テコンドー、綱引き                                        | - レオ、ホワイト、ガン、オフ、チモン、アーム - その他：ナノン、パトリック、フィルム |
| 80  | 2019年8月4日   | ベンチャマラートランサリット校                                                                  | 数学、ドラムライン                                        | - レオ、ホワイト、ガン、オフ、チモン、アーム - その他：ナノン、パトリック、フィルム |
| 81  | 2019年8月11日  | メーンラーイ マハーラート ウィタヤーコム校                                                      | ボクシング、バレーボール                                  | - レオ、ホワイト、ガン、チモン、モン - ゲスト：God Itthipat - その他：ナノン、パトリック、フィルム |
| 82  | 2019年8月18日  | メーンラーイ マハーラート ウィタヤーコム校                                                      | 漫画、フォーン・レップ（爪の踊り）                        | - レオ、ホワイト、ガン、チモン、モン - ゲスト：God Itthipat - その他：ナノン、パトリック、フィルム |
| 83  | 2019年8月25日  | Nawamintrachinuthit Satriwittaya 2 School                                                       | テコンドー、ウォンドントリータイ                          | - レオ、シング、ガン、ナノン、モン - ゲスト：ティティ・マハーヨーターラック - その他：パトリック、フィルム |
| 84  | 2019年9月1日   | Nawamintrachinuthit Satriwittaya 2 School                                                       | エアロビクス、ペタンク                                    | - レオ、シング、ガン、ナノン、モン - ゲスト：ティティ・マハーヨーターラック - その他：パトリック、フィルム |
| 85  | 2019年9月8日   | Samut Sakhon Burana School                                                                      | 相撲、中国文化（中秋節）                                  | - レオ、ニュー、テイ、シング - ゲスト：ジェニー・パナン、ジョス |
| 86  | 2019年9月15日  | Samut Sakhon Burana School                                                                      | ラップ、クロスワード、タイ舞踊                            | - レオ、ニュー、テイ、シング - ゲスト：ジェニー・パナン、ジョス |
| 87  | 2019年9月22日  | ブンヤワット ウィタヤー校                                                                       | 物理学、ウォンドントリータイ                              | - ニッキー、ニュー、ホワイト、アーム、レオ - ゲスト：Captain Chonlathorn Kongyingyong - その他：テイ |
| 88  | 2019年9月29日  | ブンヤワット ウィタヤー校                                                                       | 国語、社交ダンス                                          | - ニッキー、ニュー、ホワイト、アーム、レオ - ゲスト：Captain Chonlathorn Kongyingyong - その他：テイ |
| 89  | 2019年10月6日  | Satri Si Suriyothai School                                                                      | クラビー・クラボーン、バドミントン                        | - レオ、モン、アーム、ニッキー - ゲスト：リー、ヴィー・ヴィオーレット・ウォーティア - その他：テイ |
| 90  | 2019年10月13日 | Satri Si Suriyothai School                                                                      | フィールドホッケー、タイ伝統楽器（アンカルン）            | - レオ、モン、アーム、ニッキー - ゲスト：リー、ヴィー・ヴィオーレット・ウォーティア - その他：テイ |
| 91  | 2019年10月20日 | スクサーナーリー校                                                                              | バスケットボール、リサイクル                              | - レオ、テイ、ニュー、アーム、オフ - ゲスト：Nont Tanont Chumroen - その他：(92)チモン、ホワイト |
| 92  | 2019年10月27日 | スクサーナーリー校                                                                              | 中国獅子舞                                                | - レオ、テイ、ニュー、アーム、オフ - ゲスト：Nont Tanont Chumroen - その他：(92)チモン、ホワイト |
| 93  | 2019年11月3日  | Mahaprutaram Girls' School under the Royal Patronage of her Majesty the Queen                   | 中国文化、茄子ゴルフ（ローカルスポーツ）                  | - レオ、アーム、ナノン、チモン、ニッキー - ゲスト：フランク、ドレーク、ファースト、オーム |
| 94  | 2019年11月10日 | Mahaprutaram Girls' School under the Royal Patronage of her Majesty the Queen                   | 卓球、物理学                                              | - レオ、アーム、ナノン、チモン、ニッキー - ゲスト：フランク、ドレーク、ファースト、オーム |
| 95  | 2019年11月17日 | スラサック モントリー校                                                                         | サッカー、水泳                                            | - ニッキー、モン、シング、ニュー、テイ、スタンディ・レオ - ゲスト：ポッド、フルーク、プルーム - その他：(95)チモン、(96)アーム、ガン |
| 96  | 2019年11月24日 | スラサック モントリー校                                                                         | 水泳、ボランティア活動（手作りエキスパンダー）            | - ニッキー、モン、シング、ニュー、テイ、スタンディ・レオ - ゲスト：ポッド、フルーク、プルーム - その他：(95)チモン、(96)アーム、ガン |
| 97  | 2019年12月1日  | ホーワンスクール                                                                                | テニス、ゴルフ                                            | - レオ、ホワイト、モン、アーム - ゲスト：ナムターン、メーク - その他：テイ |
| 98  | 2019年12月8日  | ホーワンスクール                                                                                | アセアン文化、綱引き                                      | - レオ、ホワイト、モン、アーム - ゲスト：ナムターン、メーク - その他：テイ |
| 99  | 2019年12月15日 | Schoolympics 2019（各校）                                                                       |                                                           | - 司会：ニッキー、レオ - レンジャー＆ゲスト： - パープルウルフ オフ、ニュー、ナノン、トーイ、ムーク、メーク、ガイ、ガンスマイル、JJ - ブルーイーグル アーム、ガン、シング、クリス、ナムターン、マイク、ナモン、ポッド、AJ - ピンクドルフィン テイ、ホワイト、モン、チモン、ジャン、リー、アース、オーム、ファースト |
| 100 | 2019年12月22日 | Schoolympics 2019（各校）                                                                       |                                                           | - 司会：ニッキー、レオ - レンジャー＆ゲスト： - パープルウルフ オフ、ニュー、ナノン、トーイ、ムーク、メーク、ガイ、ガンスマイル、JJ - ブルーイーグル アーム、ガン、シング、クリス、ナムターン、マイク、ナモン、ポッド、AJ - ピンクドルフィン テイ、ホワイト、モン、チモン、ジャン、リー、アース、オーム、ファースト |
| 101 | 2019年12月29日 | Schoolympics 2019（各校）                                                                       |                                                           | - 司会：ニッキー、レオ - レンジャー＆ゲスト： - パープルウルフ オフ、ニュー、ナノン、トーイ、ムーク、メーク、ガイ、ガンスマイル、JJ - ブルーイーグル アーム、ガン、シング、クリス、ナムターン、マイク、ナモン、ポッド、AJ - ピンクドルフィン テイ、ホワイト、モン、チモン、ジャン、リー、アース、オーム、ファースト |

#### EP.102～150
| No. | 放送日         | 訪問校 | 特技                                               | 出演者 |
| --- | -------------- | --- | -------------------------------------------------- | --- |
| 102 | 2020年1月5日   | カナラート バムルン パトゥムターニー校 | ローカルスポーツ（麻袋競争）、サバーラーマン       | - ニッキー、シング、ガン、オフ - ゲスト：ジェーン、JJ・クリッサナプーム・ピブンソンクラム - その他：モン                                                                                                |
| 103 | 2020年1月12日  | カナラート バムルン パトゥムターニー校 | カバーダンス、物理学                               | - ニッキー、シング、ガン、オフ - ゲスト：ジェーン、JJ・クリッサナプーム・ピブンソンクラム - その他：モン                                                                                                |
| 104 | 2020年1月19日  | サトリー ラーチヌティット校 | 槍投げ、バスケットボール                           | - レオ、モン、テイ、シング、ホワイト、アーム、オフ - ゲスト：クリス、プルーム |
| 105 | 2020年1月26日  | サトリー ラーチヌティット校 | バレーボール                                       | - レオ、モン、テイ、シング、ホワイト、アーム、オフ - ゲスト：クリス、プルーム |
| 106 | 2020年2月2日   | Satthasamut School | 書道、ペタンク                                     | - レオ、ガン、ホワイト、テイ - ゲスト：AJ、JJ - その他：オフ |
| 107 | 2020年2月16日  | Satthasamut School | 鯖料理、卓球                                       | - レオ、ガン、ホワイト、テイ - ゲスト：AJ、JJ - その他：オフ |
| 108 | 2020年2月23日  | プラーチーン ラーサドン アムルン校 | タイミュージックバンド、大縄跳び                   | - レオ、モン、チモン、ホワイト、アーム - ゲスト：シントー - その他：テイ、ニュー |
| 109 | 2020年3月1日   | プラーチーン ラーサドン アムルン校 | マウンテンバイククロスカントリー、料理             | - レオ、モン、チモン、ホワイト、アーム - ゲスト：シントー - その他：テイ、ニュー |
| 110 | 2020年3月8日   | ムアンクラビー校 | ドラゴンフルーツ料理、綱引き                       | - ニッキー、ニュー、テイ、レオ - ゲスト：トーイ、ムーク |
| 111 | 2020年3月15日  | ムアンクラビー校 | ムエタイ、サッカー                                 | - ニッキー、ニュー、テイ、レオ - ゲスト：トーイ、ムーク |
| 112 | 2020年3月22日  | Triam Udom Suksa Phatthanakan School | タイ伝統楽器（コーン・ウォン・ヤイ）、交通スカウト | - レオ、ガン、テイ、アーム - ゲスト：ブライト、ウィン |
| 113 | 2020年3月29日  | Triam Udom Suksa Phatthanakan School | 乗馬、タイ伝統楽器（縦笛）                         | - レオ、ガン、テイ、アーム - ゲスト：ブライト、ウィン |
| 114 | 2020年4月5日   | シンブリー校 | 天文学、カヤック                                   | - レオ、ホワイト、ガン、テイ - ゲスト：マイク、トップタップ |
| 115 | 2020年4月12日  | シンブリー校 | 国語、卓球                                         | - レオ、ホワイト、ガン、テイ - ゲスト：マイク、トップタップ |
| 116 | 2020年4月19日  | Summer Awards ・ホーワンスクール | 製菓                                               | レオ、シング、モン、ニュー、テイ、ガン、オフ、ホワイト、アーム |
| 117 | 2020年4月26日  | Summer Awards ・ホーワンスクール | タイ伝統楽器（縦笛）                               | レオ、シング、モン、ニュー、テイ、ガン、オフ、ホワイト、アーム |
| 118 | 2020年5月3日   | サトリー アーントーン校 | 中国文化、製菓                                     | - レオ、ガン、シング - ゲスト：ナムターン、クリス、ケイ・ラットシティチャイ - 撮影日：2020年2月12日 |
| 119 | 2020年5月10日  | サトリー アーントーン校 | スペイン語、英語ディベート                         | - レオ、ガン、シング - ゲスト：ナムターン、クリス、ケイ・ラットシティチャイ - 撮影日：2020年2月12日 |
| 120 | 2020年5月17日  | Boy Scout | 火起こし                                           | - レオ、モン、シング、ホワイト、ガン、ニュー、アーム、ニッキー - ゲスト：フォエイ、ガンスマイル、ガイ、リー、アース、トップタップ、マイク、ウィン - 撮影日：2020年3月5日・6日                           |
| 121 | 2020年5月24日  | Boy Scout | 縄結び                                             | - レオ、モン、シング、ホワイト、ガン、ニュー、アーム、ニッキー - ゲスト：フォエイ、ガンスマイル、ガイ、リー、アース、トップタップ、マイク、ウィン - 撮影日：2020年3月5日・6日                           |
| 122 | 2020年5月31日  | Boy Scout | アドベンチャーゲーム                               | - レオ、モン、シング、ホワイト、ガン、ニュー、アーム、ニッキー - ゲスト：フォエイ、ガンスマイル、ガイ、リー、アース、トップタップ、マイク、ウィン - 撮影日：2020年3月5日・6日                           |
| 123 | 220年6月7日    | Boy Scout | ナイトトレイル                                     | - レオ、モン、シング、ホワイト、ガン、ニュー、アーム、ニッキー - ゲスト：フォエイ、ガンスマイル、ガイ、リー、アース、トップタップ、マイク、ウィン - 撮影日：2020年3月5日・6日                           |
| 124 | 2020年6月14日  | ポーター ワタナー セーニー校 | クリスマス、中国旧正月                             | - レオ、ガン、ホワイト、シング、オフ - ゲスト：マイルド - その他：テイ - 撮影日：2020年3月 |
| 125 | 2020年6月21日  | ポーター ワタナー セーニー校 | ナーンコーイ（舞踊）、ラーチャブリー研究           | - レオ、ガン、ホワイト、シング、オフ - ゲスト：マイルド - その他：テイ - 撮影日：2020年3月 |
| 126 | 2020年6月28日  | - Schoolympics 2019 振り返り編 - ・Satri Si Suriyothai School - ・Potisarnpittayakorn School | 製菓                                               | ニッキー、ニュー、ナノン、チモン、テイ、アーム |
| 127 | 2020年7月5日   | - Schoolympics 2019 振り返り編 - ・Satri Si Suriyothai School - ・Potisarnpittayakorn School | 凧                                                 | レオ、ガン、シング、ホワイト、モン、オフ |
| 128 | 2020年7月12日  | ワタノータイ パーヤップ校 | 植物園、トイレ環境改善                             | - アーム、ホワイト、ガン、モン、レオ - ゲスト：ファースト、プリッキン、フルーク、オーム |
| 129 | 2020年7月19日  | ワタノータイ パーヤップ校 | ローラースケート、数学                             | - アーム、ホワイト、ガン、モン、レオ - ゲスト：ファースト、プリッキン、フルーク、オーム |
| 130 | 2020年7月26日  | - スペシャル 学生時代を思い出す - ・ホーワンスクール(130,132) - ・マッカサン ピタヤー校(131) - ・スクサーナーリー校(133) - ・テプシリン校(134) - ・Satri Si Suriyotha School(135,136) | フォークスポーツ                                   | ニッキー、ナノン、ニュー、チモン、ホワイト、ガン、オフ、アーム、テイ、モン、シング、レオ |
| 131 | 2020年8月2日   | - スペシャル 学生時代を思い出す - ・ホーワンスクール(130,132) - ・マッカサン ピタヤー校(131) - ・スクサーナーリー校(133) - ・テプシリン校(134) - ・Satri Si Suriyotha School(135,136) | グラスガーデン                                     | - ニッキー、モン、アーム、ホワイト、ニッキー、シング - ゲスト：ナムターン、ムーク、アース、ファースト、カオタン、マイク、トップタップ - その他：(132)テイ                                               |
| 132 | 2020年8月9日   | - スペシャル 学生時代を思い出す - ・ホーワンスクール(130,132) - ・マッカサン ピタヤー校(131) - ・スクサーナーリー校(133) - ・テプシリン校(134) - ・Satri Si Suriyotha School(135,136) | 絵画                                               | - ニッキー、モン、アーム、ホワイト、ニッキー、シング - ゲスト：ナムターン、ムーク、アース、ファースト、カオタン、マイク、トップタップ - その他：(132)テイ                                               |
| 133 | 2020年8月16日  | - スペシャル 学生時代を思い出す - ・ホーワンスクール(130,132) - ・マッカサン ピタヤー校(131) - ・スクサーナーリー校(133) - ・テプシリン校(134) - ・Satri Si Suriyotha School(135,136) | カバーダンス                                       | - ニッキー、シング、ホワイト、チモン、ナノン、レオ - ゲスト：フォエイ、ポッド、ジャン、ジェーン、ジョス、オーム - その他：テイ                                                                          |
| 134 | 2020年8月23日  | - スペシャル 学生時代を思い出す - ・ホーワンスクール(130,132) - ・マッカサン ピタヤー校(131) - ・スクサーナーリー校(133) - ・テプシリン校(134) - ・Satri Si Suriyotha School(135,136) | Gold Finger（ジェンガ）                            | - ニッキー、シング、ホワイト、チモン、ナノン、レオ - ゲスト：フォエイ、ポッド、ジャン、ジェーン、ジョス、オーム - その他：テイ                                                                          |
| 135 | 2020年8月30日  | - スペシャル 学生時代を思い出す - ・ホーワンスクール(130,132) - ・マッカサン ピタヤー校(131) - ・スクサーナーリー校(133) - ・テプシリン校(134) - ・Satri Si Suriyotha School(135,136) | フォークゲーム（輪ゴム飛ばし）                     | - レオ、モン、ニッキー - ゲスト：アーイ、サイシー、フィアット、プルーム、フルーク、ナモン・クリッタナイ・アーサンプラキット - その他：テイ、ブライト、ウィン                                            |
| 136 | 2020年9月6日   | - スペシャル 学生時代を思い出す - ・ホーワンスクール(130,132) - ・マッカサン ピタヤー校(131) - ・スクサーナーリー校(133) - ・テプシリン校(134) - ・Satri Si Suriyotha School(135,136) | ゴム跳び                                           | - レオ、モン、ニッキー - ゲスト：アーイ、サイシー、フィアット、プルーム、フルーク、ナモン・クリッタナイ・アーサンプラキット - その他：テイ、ブライト、ウィン                                            |
| 137 | 2020年9月13日  | - Zoo Rangers - (137) - ・テプシリン校 - ・スラサック モントリ―校 - (138) - ・Triam Udom Suksa Phatthanakan School - ・ホーワンスクール | タイ語ボードゲーム、缶ぽっくり                     | - ニッキー、ホワイト、テイ、シング - ゲスト：ドレーク、フランク、フルーク、ファースト、フォエイ - その他：ウェーブ                                                                                      |
| 138 | 2020年9月20日  | - Zoo Rangers - (137) - ・テプシリン校 - ・スラサック モントリ―校 - (138) - ・Triam Udom Suksa Phatthanakan School - ・ホーワンスクール | Phet Yod Mongkut、生物学                           | - ニッキー、ホワイト、テイ、シング - ゲスト：ドレーク、フランク、フルーク、ファースト、フォエイ - その他：ウェーブ                                                                                      |
| 139 | 2020年9月27日  | - スペシャル 学生時代を思い出す - (139) - ・Mahaprutaram Girls' School under the Royal Patronage of her Majesty the Queen - ・Chulalongkorn University Demonstration Secondary School - (140) - ・Satri Si Suriyothai School - ・Suwannaram Wittayakom School - (141) - ・Nawamintrachinuthit Satriwittaya 2 School - ・ホーワンスクール - (142) - ・Sainoi Secondary School - ・ホーワンスクール | ピッコロ、アーチェリー                             | - レオ、ニュー、ガン、モン、シング - ゲスト：リー、ガンスマイル、シントー、ミックス、パウィン・クーラカーラニャウィット - その他：テイ、ファースト                                                      |
| 140 | 2020年10月4日  | - スペシャル 学生時代を思い出す - (139) - ・Mahaprutaram Girls' School under the Royal Patronage of her Majesty the Queen - ・Chulalongkorn University Demonstration Secondary School - (140) - ・Satri Si Suriyothai School - ・Suwannaram Wittayakom School - (141) - ・Nawamintrachinuthit Satriwittaya 2 School - ・ホーワンスクール - (142) - ・Sainoi Secondary School - ・ホーワンスクール | 花輪づくり、ハンドボール                           | - レオ、ニュー、ガン、モン、シング - ゲスト：リー、ガンスマイル、シントー、ミックス、パウィン・クーラカーラニャウィット - その他：テイ、ファースト                                                      |
| 141 | 2020年10月11日 | - スペシャル 学生時代を思い出す - (139) - ・Mahaprutaram Girls' School under the Royal Patronage of her Majesty the Queen - ・Chulalongkorn University Demonstration Secondary School - (140) - ・Satri Si Suriyothai School - ・Suwannaram Wittayakom School - (141) - ・Nawamintrachinuthit Satriwittaya 2 School - ・ホーワンスクール - (142) - ・Sainoi Secondary School - ・ホーワンスクール | ペタンク、陸上スキー競争                           | - ニッキー、ガン、レオ、ホワイト - ゲスト：ガイ、ナムターン、AJ、JJ、ラブ、メーク |
| 142 | 2020年10月18日 | - スペシャル 学生時代を思い出す - (139) - ・Mahaprutaram Girls' School under the Royal Patronage of her Majesty the Queen - ・Chulalongkorn University Demonstration Secondary School - (140) - ・Satri Si Suriyothai School - ・Suwannaram Wittayakom School - (141) - ・Nawamintrachinuthit Satriwittaya 2 School - ・ホーワンスクール - (142) - ・Sainoi Secondary School - ・ホーワンスクール | 折り紙飛行機、麻袋競争                             | - ニッキー、ガン、レオ、ホワイト - ゲスト：ガイ、ナムターン、AJ、JJ、ラブ、メーク |
| 143 | 2020年10月25日 | Pakkred Secondary School | タイ語、エアロビクス                               | レオ、シング、ガン、テイ、オフ、アーム |
| 144 | 2020年11月1日  | Pakkred Secondary School | 植物、陶芸                                         | レオ、シング、ガン、テイ、オフ、アーム |
| 145 | 2020年11月8日  | The Demonstration School of Khon Kaen University (Moodindaeng) | テコンドー、工学                                   | - レオ、モン、シング、アーム - ゲスト：マーク・パーフン・チヤチャルーン、プウィン・タンサックユーン、フィアット、アン・ナパタラ・パチャラチャワリット、JJ（『白の歯車』出演者） - その他：(146)ビクター |
| 146 | 2020年11月15日 | The Demonstration School of Khon Kaen University (Moodindaeng) | テニス、柔術                                       | - レオ、モン、シング、アーム - ゲスト：マーク・パーフン・チヤチャルーン、プウィン・タンサックユーン、フィアット、アン・ナパタラ・パチャラチャワリット、JJ（『白の歯車』出演者） - その他：(146)ビクター |
| 147 | 2020年11月22日 | サンパートーン校 | ジョイソー、ルア族文化                             | - テイ、シング、ガン、チモン、ナノン、レオ - ゲスト：ジェーン、プイメック、プウィン・タンサックユーン - その他：モン                                                                                    |
| 148 | 2020年11月29日 | サンパートーン校 | 制服規則、タイ伝統菓子                             | - テイ、シング、ガン、チモン、ナノン、レオ - ゲスト：ジェーン、プイメック、プウィン・タンサックユーン - その他：モン                                                                                    |
| 149 | 2020年12月6日  | SAI NAM PEUNG SCHOOL | ガールズバンド、体操                               | - レオ、ガン、テイ、アーム - ゲスト：プルーム、シントー、ナムターン、リー、プラスター（『Friend Zone2 Dangerous Area』出演者） - その他：(149)ホワイト、(150)シング                                     |
| 150 | 2020年12月13日 | SAI NAM PEUNG SCHOOL | 裁縫、バレーボール                                 | - レオ、ガン、テイ、アーム - ゲスト：プルーム、シントー、ナムターン、リー、プラスター（『Friend Zone2 Dangerous Area』出演者） - その他：(149)ホワイト、(150)シング                                     |

#### EP.151～200
| No. | 放送日         | 訪問校 | 特技                                                        | 出演者 |
| --- | -------------- | --- | ----------------------------------------------------------- | --- |
| 151 | 2020年12月20日 | プラチーン カラヤニー校 | 化学発明（360度洋服ハンガー）、ローカルスポーツ（麻袋競争） | - レオ、モン、ナノン、チモン、アーム - ゲスト：ポッド、カオタン、トップタップ、ガンスマイル - その他：(151)ガン、(152)ホワイト |
| 152 | 2020年12月27日 | プラチーン カラヤニー校 | 数独、ダンスエクササイズ                                    | - レオ、モン、ナノン、チモン、アーム - ゲスト：ポッド、カオタン、トップタップ、ガンスマイル - その他：(151)ガン、(152)ホワイト |
| 153 | 2021年1月3日   | スペシャル ・SAI NAM PEUNG SCHOOL | 歌                                                          | - ニッキー、ニュー、アーム、レオ、モン、ホワイト、シング - (153)EP.72, EP.84, EP.85, EP.104, EP.111, EP.113 - (154)EP.27, EP.61, EP.66, EP.70, EP.80, EP.90, EP.105, EP.109 - その他：(154)テイ                                                                                           |
| 154 | 2021年1月9日   | スペシャル ・SAI NAM PEUNG SCHOOL | カバーダンス                                                | - ニッキー、ニュー、アーム、レオ、モン、ホワイト、シング - (153)EP.72, EP.84, EP.85, EP.104, EP.111, EP.113 - (154)EP.27, EP.61, EP.66, EP.70, EP.80, EP.90, EP.105, EP.109 - その他：(154)テイ                                                                                           |
| 155 | 2021年2月13日  | ラーチニー ブーラナ校 | タイ語、料理                                                | - レオ、ガン、オフ、アーム - ゲスト：ナムターン、ポンパム - 撮影日：2020年11月24日 |
| 156 | 2021年2月20日  | ラーチニー ブーラナ校 | 礼儀作法、日本文化                                          | - レオ、ガン、オフ、アーム - ゲスト：ナムターン、ポンパム - 撮影日：2020年11月24日 |
| 157 | 2021年2月27日  | スペシャル |                                                             | - レオ、ナノン、シング、アーム、ニッキー、ホワイト - ゲスト：アース、ミックス |
| 158 | 2021年3月6日   | スペシャル |                                                             | - レオ、ナノン、シング、アーム、ニッキー、ホワイト - ゲスト：アース、ミックス |
| 159 | 2021年3月13日  | ベンチャマラーチャーヌソン校 | 辞書引き、アセアンモデル歩き                                | - ニッキー、オフ、ガン、テイ、レオ - ゲスト：オーム・スチャー・マーナイン |
| 160 | 2021年3月20日  | ベンチャマラーチャーヌソン校 | 絵画、バスケットボール                                      | - ニッキー、オフ、ガン、テイ、レオ - ゲスト：オーム・スチャー・マーナイン |
| 161 | 2021年3月27日  | ジョス-ファーの学生時代 ・サーイパンヤー校 ・Mathayomwatsing school | 彫刻                                                        | - レオ、モン、ホワイト、ガン、アーム、ニッキー - ゲスト：ジョス、ファー・ヨンワリー・アニンボン |
| 162 | 2021年4月3日   | ジョス-ファーの学生時代 ・サーイパンヤー校 ・Mathayomwatsing school | ペタンク                                                    | - レオ、モン、ホワイト、ガン、アーム、ニッキー - ゲスト：ジョス、ファー・ヨンワリー・アニンボン |
| 163 | 2021年4月10日  | ペー-オーム-フォーの学生時代 ・テプシリン校 | 手工芸                                                      | - レオ、シング、ニッキー、ホワイト、アーム - ゲスト：ペー（Arak Amornsupasiri）、オーム・スチャー・マーナイン、フォー（Sakonrat Woraurai） |
| 164 | 2021年4月17日  | ペー-オーム-フォーの学生時代 ・テプシリン校 | 卓球                                                        | - レオ、シング、ニッキー、ホワイト、アーム - ゲスト：ペー（Arak Amornsupasiri）、オーム・スチャー・マーナイン、フォー（Sakonrat Woraurai） |
| 165 | 2021年4月24日  | フォエイ-ジャンの学生時代 ・Mahaprutaram Girls' School under the Royal Patronage of her Majesty the Queen                                                                                | 靴ひも結び                                                  | - レオ、オフ、ガン、シング、モン、テイ - ゲスト：フォエイ、ジャン - その他：アーム |
| 166 | 2021年5月1日   | フォエイ-ジャンの学生時代 ・Mahaprutaram Girls' School under the Royal Patronage of her Majesty the Queen                                                                                | 包装                                                        | - レオ、オフ、ガン、シング、モン、テイ - ゲスト：フォエイ、ジャン - その他：アーム |
| 167 | 2021年5月8日   | ポンド-プーウィン-ニオ-ルイスの学生時代 (167)・Satri Si Suriyothai School (167)・スクサーナーリー校 (168)・ホーワンスクール                                                              | テコンドー、マーチングバンド（トランペット）                | - アーム、シング、ホワイト、レオ - ゲスト：ポンド・ナラウィット・ルートラコーム、プーウィン・タンサックユーン、ニオ・トライ・ニムタワット、ルイス・タナウィン・ティーラプーコーソン - その他：カムターム(คำถาม)、ポンパーカー(ปอนด์ปาก้า)、(167)モン、(168)テイ - 撮影日：2021年4月26日以前 |
| 168 | 2021年5月15日  | ポンド-プーウィン-ニオ-ルイスの学生時代 (167)・Satri Si Suriyothai School (167)・スクサーナーリー校 (168)・ホーワンスクール                                                              | 刺繍、卓球                                                  | - アーム、シング、ホワイト、レオ - ゲスト：ポンド・ナラウィット・ルートラコーム、プーウィン・タンサックユーン、ニオ・トライ・ニムタワット、ルイス・タナウィン・ティーラプーコーソン - その他：カムターム(คำถาม)、ポンパーカー(ปอนด์ปาก้า)、(167)モン、(168)テイ - 撮影日：2021年4月26日以前 |
| 169 | 2021年5月22日  | アーイ-サイシーの学生時代 ・Bangkok Sport School | サッカー                                                    | - レオ、テイ、ニュー、シング、オフ、ガン - ゲスト：アーイ、サイシー - その他：(169)シー、(170)チモン、ダンク - 撮影日：2021年4月26日以前 |
| 170 | 2021年5月29日  | アーイ-サイシーの学生時代 ・Bangkok Sport School | 重量挙げ                                                    | - レオ、テイ、ニュー、シング、オフ、ガン - ゲスト：アーイ、サイシー - その他：(169)シー、(170)チモン、ダンク - 撮影日：2021年4月26日以前 |
| 171 | 2021年6月5日   | - ムーク-ルークの学生時代 - (171)・Roong Aroon School - (171)・Nuannoradit Wittayakhom Rachamangkhalaphisek School - (172)・アサンプション大学トンブリー - (172)・スラサック モントリ―校 | ボーリング、キム                                            | - レオ、シング、チモン、モン、テイ - ゲスト：ムーク、ルーク - その他：(171)サタン、ニッキー、(172)アーム、ウィンニー |
| 172 | 2021年6月12日  | - ムーク-ルークの学生時代 - (171)・Roong Aroon School - (171)・Nuannoradit Wittayakhom Rachamangkhalaphisek School - (172)・アサンプション大学トンブリー - (172)・スラサック モントリ―校 | スポーツスタッキング、セパタクロー                          | - レオ、シング、チモン、モン、テイ - ゲスト：ムーク、ルーク - その他：(171)サタン、ニッキー、(172)アーム、ウィンニー |
| 173 | 2021年6月19日  | Zoo Rangers 振返り編 ・Satri Si Suriyothai School |                                                             | - シング、ニッキー、フォエイ、ファースト - EP.137, EP.138 - その他：(173)ジミー、(174)ガン、キャプテン、(173&174)レオ - 撮影日：2021年4月26日以前 |
| 174 | 2021年6月26日  | Zoo Rangers 振返り編 ・Satri Si Suriyothai School | 辞書引き                                                    | - シング、ニッキー、フォエイ、ファースト - EP.137, EP.138 - その他：(173)ジミー、(174)ガン、キャプテン、(173&174)レオ - 撮影日：2021年4月26日以前 |
| 175 | 2021年7月3日   | クリス-メークの学生時代 ・ホーワンスクール | クラリネット                                                | - ニッキー、ホワイト、アーム、シング、レオ、モン - ゲスト：メーク、クリス - その他：オフ、テイ |
| 176 | 2021年7月10日  | クリス-メークの学生時代 ・ホーワンスクール | ゴルフ                                                      | - ニッキー、ホワイト、アーム、シング、レオ、モン - ゲスト：メーク、クリス - その他：オフ、テイ |
| 177 | 2021年7月17日  | WATER WAR 振返り編 (177)・ラーチャダムヌーン商科カレッジ (178)・シンガポール インターナショナル校 (179)・スクサーナーリー校                                                              | ムエタイ                                                    | - ニュー、レオ、アーム、ナノン、シング、ガン、オフ - EP.74～76 - その他：ホワイト - 撮影日：2021年4月26日以前 |
| 178 | 2021年8月1日   | WATER WAR 振返り編 (177)・ラーチャダムヌーン商科カレッジ (178)・シンガポール インターナショナル校 (179)・スクサーナーリー校                                                              | 体操                                                        | - ニュー、レオ、アーム、ナノン、シング、ガン、オフ - EP.74～76 - その他：ホワイト - 撮影日：2021年4月26日以前 |
| 179 | 2021年8月7日   | WATER WAR 振返り編 (177)・ラーチャダムヌーン商科カレッジ (178)・シンガポール インターナショナル校 (179)・スクサーナーリー校                                                              | アンクルン                                                  | - ニュー、レオ、アーム、ナノン、シング、ガン、オフ - EP.74～76 - その他：ホワイト - 撮影日：2021年4月26日以前 |
| 180 | 2021年8月14日  | 楽しいイディオムコレクション ・チョークチャイ サーマキー校 ・アーカート アムヌゥアィスクサー校                                                                                           | ウォーキング                                                | アーム、レオ、モン、オフ、チモン その他：テイ |
| 181 | 2021年8月21日  | 楽しいイディオムコレクション ・チョークチャイ サーマキー校 ・アーカート アムヌゥアィスクサー校                                                                                           | スポーツ射撃                                                | アーム、レオ、モン、オフ、チモン その他：テイ |
| 182 | 2021年8月28日  | マーイ・ラパッサラン編 ・ホーワンスクール ・スクサーナーリー校 | サッカー                                                    | - レオ、ニュー、ホワイト、オフ、シング、アーム - ゲスト：マーイ - その他：テイ、(182)ナムターン、(183)プリッキン、モン |
| 183 | 2021年9月4日   | マーイ・ラパッサラン編 ・ホーワンスクール ・スクサーナーリー校 | ラナート（タイの木琴）                                      | - レオ、ニュー、ホワイト、オフ、シング、アーム - ゲスト：マーイ - その他：テイ、(182)ナムターン、(183)プリッキン、モン |
| 184 | 2021年9月11日  | アース-ミックス編 |                                                             | - ニッキー、ホワイト、シング - ゲスト：アース、ミックス - その他：テイ、(184)フォース・ジーラチャポン・シーサング、(185)ガン |
| 185 | 2021年9月18日  | アース-ミックス編 |                                                             | - ニッキー、ホワイト、シング - ゲスト：アース、ミックス - その他：テイ、(184)フォース・ジーラチャポン・シーサング、(185)ガン |
| 186 | 2021年9月25日  | 特別編：アカデミックな世界を開く | サッカー、バスケットボール、水泳                            | - EP.9, EP.51, EP.8, EP.91, EP.39, EP.104, EP.6, EP.95-96, EP.32 - その他：テイ - 撮影日：2021年4月26日以前 |
| 187 | 2021年10月2日  | 特別編：アカデミックな世界を開く | タイ語、数学、地方、                                        | - EP.47, EP.143, EP.155, EP.41, EP.33, EP.108, EP.30, EP.51, EP.98 - その他：テイ、フィルム |
| 188 | 2021年10月9日  | 特別編：アカデミックな世界を開く | 音楽                                                        | - EP.31, EP.90, EP.112, EP.149, EP.20, EP.55, EP.53, EP.60, EP.77, EP.113 - その他：テイ、アーム |
| 189 | 2021年10月16日 | リー-オーム編 |                                                             | - オフ、レオ、ニュー - ゲスト：リー、オーム・スチャー・マーナイン - その他：テイ、(189)ジャン、(190)ヴィウ |
| 190 | 2021年10月23日 | リー-オーム編 |                                                             | - オフ、レオ、ニュー - ゲスト：リー、オーム・スチャー・マーナイン - その他：テイ、(189)ジャン、(190)ヴィウ |
| 191 | 2021年10月30日 | 特別編：リアルフレンド |                                                             | オフ、ニュー、ナノン、チモン、ホワイト、モン、シング、アーム、レオ |
| 192 | 2021年11月6日  | 特別編：リアルフレンド |                                                             | オフ、ニュー、ナノン、チモン、ホワイト、モン、シング、アーム、レオ |
| 193 | 2021年11月13日 | 特別編：リアルフレンド |                                                             | オフ、ニュー、ナノン、チモン、ホワイト、モン、シング、アーム、レオ |
| 194 | 2021年11月20日 | オーム-ナノン編 |                                                             | - レオ、ホワイト、ガン、オフ、ナノン - ゲスト：オーム |
| 195 | 2021年11月27日 | オーム-ナノン編 |                                                             | - レオ、ホワイト、ガン、オフ、ナノン - ゲスト：オーム |
| 196 | 2021年12月4日  | リー-プルーム編 |                                                             | - レオ、ニュー、ナノン、オフ、ガン - ゲスト：リー、プルーム |
| 197 | 2021年12月11日 | リー-プルーム編 |                                                             | - レオ、ニュー、ナノン、オフ、ガン - ゲスト：リー、プルーム |
| 198 | 2021年12月18日 | ジョス-ジェーン-クラプック編 |                                                             | - レオ、ホワイト、シング、アーム - ゲスト：ジョス、ジェーン、クラプック |
| 199 | 2021年12月25日 | ジョス-ジェーン-クラプック編 |                                                             | - レオ、ホワイト、シング、アーム - ゲスト：ジョス、ジェーン、クラプック |
| 200 | 2022年1月8日   | 大晦日スペシャル |                                                             | - メイン：レオ、モン、テイ、シング、アーム - ガン、オフ、ニュー、チモン、ホワイト、ニッキー、ナノン - ゲスト：リー |

#### EP.201～250
| No. | 放送日         | 訪問校                                          | 特技                 | 出演者 |
| --- | -------------- | ----------------------------------------------- | -------------------- | --- |
| 201 | 2022年1月15日  | Intro to Rangers編                              |                      | - レオ、ニッキー、モン、シング、チモン、ナノン、ホワイト、アーム、テイ、ニュー、オフ、ガン - レギュラー初出演：アース、ミックス、ファースト             |
| 202 | 2022年1月22日  | Intro to Rangers編                              |                      | - レオ、ニッキー、モン、シング、チモン、ナノン、ホワイト、アーム、テイ、ニュー、オフ、ガン - レギュラー初出演：アース、ミックス、ファースト             |
| 203 | 2022年1月29日  | Intro to Rangers編                              |                      | - レオ、ニッキー、モン、シング、チモン、ナノン、ホワイト、アーム、テイ、ニュー、オフ、ガン - レギュラー初出演：アース、ミックス、ファースト             |
| 204 | 2022年2月5日   | ナノン-ケイ-カオタン-ピプローイ-ヴィウ編        |                      | - レオ、ナノン - ゲスト：ケイ、カオタン、ピプローイ、ヴィウ                                                                                             |
| 205 | 2022年2月12日  | ナノン-ケイ-カオタン-ピプローイ-ヴィウ編        |                      | - レオ、ナノン - ゲスト：ケイ、カオタン、ピプローイ、ヴィウ                                                                                             |
| 206 | 2022年2月19日  | オフ-ガン-モン-シング-ファースト-パーペン編     |                      | - レオ、ニッキー - ゲスト：オフ、ガン、モン、シング、ファースト、パーペン                                                                               |
| 207 | 2022年2月26日  | オフ-ガン-モン-シング-ファースト-パーペン編     |                      | - レオ、ニッキー - ゲスト：オフ、ガン、モン、シング、ファースト、パーペン                                                                               |
| 208 | 2022年3月5日   | フォース-ブック編                               |                      | - ニッキー、ナノン、アース、ミックス、アーム、レオ - ゲスト：フォース、ブック - その他：(208)オフ、ニュー、ファースト                                   |
| 209 | 2022年3月12日  | フォース-ブック編                               |                      | - ニッキー、ナノン、アース、ミックス、アーム、レオ - ゲスト：フォース、ブック - その他：(208)オフ、ニュー、ファースト                                   |
| 210 | 2022年3月19日  | 特別編：The Ultimate Rangers Thong Somboon Club |                      | レオ、アーム、シング、ナノン、ニュー、ファースト、モン、                                                                                                |
| 211 | 2022年3月26日  | 特別編：The Ultimate Rangers Thong Somboon Club |                      | レオ、アーム、シング、ナノン、ニュー、ファースト、モン、                                                                                                |
| 212 | 2022年4月2日   | デュー-ナニ編                                   |                      | - レオ、モン、ナノン、アーム - ゲスト：デュー、ナニ - その他：チモン                                                                                    |
| 213 | 2022年4月9日   | デュー-ナニ編                                   |                      | - レオ、モン、ナノン、アーム - ゲスト：デュー、ナニ - その他：チモン                                                                                    |
| 214 | 2022年4月23日  | クリス-アーイ-ガン編                            |                      | - ニッキー、ナノン、テイ、ファースト、ガン - ゲスト：クリス、アーイ - その他：(214)ホワイト、フォース・ナッタワット                                     |
| 215 | 2022年4月30日  | クリス-アーイ-ガン編                            |                      | - ニッキー、ナノン、テイ、ファースト、ガン - ゲスト：クリス、アーイ - その他：(214)ホワイト、フォース・ナッタワット                                     |
| 216 | 2022年5月7日   | グレース-ルーク-ナムターン-ゴッジ編             |                      | - アーム、ホワイト、ニュー - ゲスト：ナムターン、ルーク、グレース・カンクラオ・ドゥアイシアンクラオ、ゴッジ - その他：(216)シング、モン                 |
| 217 | 2022年5月14日  | グレース-ルーク-ナムターン-ゴッジ編             |                      | - アーム、ホワイト、ニュー - ゲスト：ナムターン、ルーク、グレース・カンクラオ・ドゥアイシアンクラオ、ゴッジ - その他：(216)シング、モン                 |
| 218 | 2022年5月21日  | アース-ミックス-ホワイト-ジャン編               |                      | - アーム、ホワイト、ファースト、アース、ミックス - ゲスト：ジャン                                                                                       |
| 219 | 2022年5月28日  | アース-ミックス-ホワイト-ジャン編               |                      | - アーム、ホワイト、ファースト、アース、ミックス - ゲスト：ジャン                                                                                       |
| 220 | 2022年6月4日   | ジュン-ダンク編                                 |                      | - レオ、ホワイト、モン、アーム、ファースト、ニッキー - ゲスト：ジュン、ダンク                                                                           |
| 221 | 2022年6月11日  | ジュン-ダンク編                                 |                      | - レオ、ホワイト、モン、アーム、ファースト、ニッキー - ゲスト：ジュン、ダンク                                                                           |
| 222 | 2022年6月18日  | メーク-マーク-マイク編                          |                      | - アーム、ガン、ホワイト - ゲスト：メーク、マーク、マイク                                                                                               |
| 223 | 2022年6月25日  | メーク-マーク-マイク編                          |                      | - アーム、ガン、ホワイト - ゲスト：メーク、マーク、マイク                                                                                               |
| 224 | 2022年7月2日   | ジェーン-フルーク-ミルク編                      |                      | - ニッキー、ガン、チモン、テイ - ゲスト：ジェーン、フルーク、ミルク - その他：ホワイト、(224)フォース、(225)ビクター                                    |
| 225 | 2022年7月9日   | ジェーン-フルーク-ミルク編                      |                      | - ニッキー、ガン、チモン、テイ - ゲスト：ジェーン、フルーク、ミルク - その他：ホワイト、(224)フォース、(225)ビクター                                    |
| 226 | 2022年7月16日  | リー-ジョス-マイク-ガイ-ポッド-ドレーク編       |                      | - レオ、ホワイト、チモン、ガン、アーム - ゲスト：リー、ジョス、マイク、ガイ、ポッド、ドレーク - その他：(226)ファースト、(227)モン、ブック、(228)シング |
| 227 | 2022年7月23日  | リー-ジョス-マイク-ガイ-ポッド-ドレーク編       |                      | - レオ、ホワイト、チモン、ガン、アーム - ゲスト：リー、ジョス、マイク、ガイ、ポッド、ドレーク - その他：(226)ファースト、(227)モン、ブック、(228)シング |
| 228 | 2022年7月30日  | リー-ジョス-マイク-ガイ-ポッド-ドレーク編       |                      | - レオ、ホワイト、チモン、ガン、アーム - ゲスト：リー、ジョス、マイク、ガイ、ポッド、ドレーク - その他：(226)ファースト、(227)モン、ブック、(228)シング |
| 229 | 2022年8月6日   | ジミー-シー編                                   |                      | - レオ、ホワイト、ガン、シング、アーム - ゲスト：ジミー、シー                                                                                           |
| 230 | 2022年8月13日  | ジミー-シー編                                   |                      | - レオ、ホワイト、ガン、シング、アーム - ゲスト：ジミー、シー                                                                                           |
| 231 | 2022年8月20日  | ルーク-ナムターン編                             |                      | - レオ、ホワイト、アーム、チモン、モン - ゲスト：ルーク・イシカワ、ナムターン                                                                           |
| 232 | 2022年8月27日  | ルーク-ナムターン編                             |                      | - レオ、ホワイト、アーム、チモン、モン - ゲスト：ルーク・イシカワ、ナムターン                                                                           |
| 233 | 2022円9月3日   | ジャン-ファー-アーイ編                          |                      | - レオ、ホワイト、アーム、チモン - ゲスト：ジャン、ファー、アーイ                                                                                       |
| 234 | 2022年9月10日  | ジャン-ファー-アーイ編                          |                      | - レオ、ホワイト、アーム、チモン - ゲスト：ジャン、ファー、アーイ                                                                                       |
| 235 | 2022年9月17日  | ファースト-カオタン-ニオ-パウィン-AJ編          |                      | - レオ、ニッキー、ファースト、アーム、チモン、アース、ミックス - ゲスト：カオタン、ニオ、パウィン、AJ                                                   |
| 236 | 2022年9月24日  | ファースト-カオタン-ニオ-パウィン-AJ編          |                      | - レオ、ニッキー、ファースト、アーム、チモン、アース、ミックス - ゲスト：カオタン、ニオ、パウィン、AJ                                                   |
| 237 | 2022年10月1日  | ファースト-カオタン-ニオ-パウィン-AJ編          |                      | - レオ、ニッキー、ファースト、アーム、チモン、アース、ミックス - ゲスト：カオタン、ニオ、パウィン、AJ                                                   |
| 238 | 2022年10月8日  | ルーク-ムック-フィルム編                        |                      | - アーム、ホワイト、シング、モン、ガン - ゲスト：ルーク、ムック、フィルム                                                                               |
| 239 | 2022年10月15日 | ルーク-ムック-フィルム編                        |                      | - アーム、ホワイト、シング、モン、ガン - ゲスト：ルーク、ムック、フィルム                                                                               |
| 240 | 2022年10月22日 | トーイ-アーイ編                                 |                      | - ニッキー、ホワイト、チモン、モン、レオ - ゲスト：トーイ、アーイ                                                                                       |
| 241 | 2022年10月29日 | トーイ-アーイ編                                 |                      | - ニッキー、ホワイト、チモン、モン、レオ - ゲスト：トーイ、アーイ                                                                                       |
| 242 | 2022年11月5日  | My School President編                           |                      | - レオ、ホワイト、モン、アーム、ファースト、シング - ゲスト：プローム、フォード、ジェミナイ、フォース、ウィンニー、サタン、キャプテン                   |
| 243 | 2022年11月12日 | My School President編                           |                      | - レオ、ホワイト、モン、アーム、ファースト、シング - ゲスト：プローム、フォード、ジェミナイ、フォース、ウィンニー、サタン、キャプテン                   |
| 244 | 2022年11月19日 | My School President編                           |                      | - レオ、ホワイト、モン、アーム、ファースト、シング - ゲスト：プローム、フォード、ジェミナイ、フォース、ウィンニー、サタン、キャプテン                   |
| 245 | 2022年11月26日 | オフ-オーム-プルーム編                          |                      | - レオ、ファースト、ホワイト、モン - ゲスト：オフ、オーム、プルーム                                                                                     |
| 246 | 2022年12月3日  | オフ-オーム-プルーム編                          |                      | - レオ、ファースト、ホワイト、モン - ゲスト：オフ、オーム、プルーム                                                                                     |
| 247 | 2022年12月10日 | フルーク-ファー-ニュー-サイシー-ジャン-シング編 |                      | - アーム、ホワイト、モン、オフ - ゲスト：フルーク、ニュー、ファー、サイシー、ジャン、シング                                                             |
| 248 | 2022年12月17日 | フルーク-ファー-ニュー-サイシー-ジャン-シング編 |                      | - アーム、ホワイト、モン、オフ - ゲスト：フルーク、ニュー、ファー、サイシー、ジャン、シング                                                             |
| 249 | 2022年12月24日 | 特別編：1.サイナムプーン学校、2.ホーワン学校    | 1.語学(英語・日本語) | チモン、オフ、ニュー、テイ、アース、ミックス、ガン、ホワイト、モン、シング、レオ、ファースト、アーム、ニッキー                                          |
| 250 | 2023年1月7日   | 新年スペシャル1                                 |                      | テイ、ミックス、モン、アーム、ファースト、ニュー、アース、シング、レオ                                                                                  |

#### EP.251～最終回
| No.    | 放送日         | 訪問校                                                                           | 特技                                             | 出演者 |
| ------ | -------------- | -------------------------------------------------------------------------------- | ------------------------------------------------ | --- |
| 251    | 2023年1月14日  | 新年スペシャル2-3                                                                |                                                  | テイ、ミックス、モン、アーム、ファースト、ニュー、アース、シング、レオ                                                            |
| 252    | 2023年1月21日  | 新年スペシャル2-3                                                                |                                                  | テイ、ミックス、モン、アーム、ファースト、ニュー、アース、シング、レオ                                                            |
| 253    | 2023年1月28日  | Never Let Me Go編 マハンパーラーム校                                             |                                                  | - レオ、シング、テイ、ファースト、アーム - ゲスト：ポンド、プーウィン、パース、チモン                                             |
| 254    | 2023年2月4日   | Never Let Me Go編 マハンパーラーム校                                             | イラスト、カバーダンス                           | - レオ、シング、テイ、ファースト、アーム - ゲスト：ポンド、プーウィン、パース、チモン                                             |
| 255    | 2023年2月11日  | My School President編 Mahaprutaram Girls' School                                 |                                                  | - レオ、モン、アーム、シング、ホワイト - ゲスト：プローム、フォード、マーク、ジェミナイ、フォース、サタン、ウィンニー、キャプテン |
| 256    | 2023年2月18日  | My School President編 Mahaprutaram Girls' School                                 | 家庭科、スポーツ                                 | - レオ、モン、アーム、シング、ホワイト - ゲスト：プローム、フォード、マーク、ジェミナイ、フォース、サタン、ウィンニー、キャプテン |
| 257    | 2023年2月25日  | My School President編 Mahaprutaram Girls' School                                 | ダンス                                           | - レオ、モン、アーム、シング、ホワイト - ゲスト：プローム、フォード、マーク、ジェミナイ、フォース、サタン、ウィンニー、キャプテン |
| 258    | 2023年3月5日   | Midnight Museum編 サトリ・シ・スリヨタイ学校                                     | タイ語                                           | - レオ、ホワイト、ファースト、モン、オフ - ゲスト：ガン、プローイパット                                                           |
| 259    | 2023年3月11日  | Midnight Museum編 サトリ・シ・スリヨタイ学校                                     | タイのマナー、ラナート                           | - レオ、ホワイト、ファースト、モン、オフ - ゲスト：ガン、プローイパット                                                           |
| 260    | 2023年3月18日  | 特別編：THE LEGEND OF RANGERS                                                    |                                                  | レオ、アーム、ホワイト、シング、モン、ナノン、ファースト、アース、ミックス、テイ、ニュー、オフ、ガン、チモン、ニッキー            |
| 261    | 2023年3月25日  | 特別編：THE LEGEND OF RANGERS                                                    |                                                  | リー、ナムターン、カオタン、ムーク、クリス、アーイ、フィルム、ジャン、ジェミナイ、フォース、ニオ、AJ、JJ、フォエイ                |
| 262    | 2023年4月1日   | A Boss and a Babe編 アムパワン ウィタヤーライ校                                  |                                                  | - レオ、ホワイト、シング、モン、テイ、アーム - ゲスト：フォース、ブック、フルーク、オーム                                         |
| 263    | 2023年4月8日   | A Boss and a Babe編 アムパワン ウィタヤーライ校                                  | タイ語、キタムエタイ(エアロビックムエタイ)       | - レオ、ホワイト、シング、モン、テイ、アーム - ゲスト：フォース、ブック、フルーク、オーム                                         |
| 264    | 2023年4月15日  | ソンクラーンのゲームランキング                                                   |                                                  | EP.147, EP.84, EP.72, EP.159, EP.104, EP.156, EP.78, EP.227, EP.96, EP.5                                                          |
| 265    | 2023年4月15日  | U.M.G編 Triamudomsuksanomkloa Pathumthani校                                      |                                                  | - レオ、ホワイト、モン、アーム - ゲスト：ナムターン、ナノン、ドレーク、ミルク、シング                                             |
| 266    | 2023年4月29日  | U.M.G編 Triamudomsuksanomkloa Pathumthani校                                      | サッカー、セパタクロー                           | - レオ、ホワイト、モン、アーム - ゲスト：ナムターン、ナノン、ドレーク、ミルク、シング                                             |
| 267    | 2023年5月6日   | LYKN編                                                                           |                                                  | - ニッキー、シング、ホワイト、レオ - ゲスト：ウィリアム、レゴ、トゥイ、ホン、ナット - その他：(267)ファースト、(268)ジャン        |
| 268    | 2023年5月13日  | LYKN編                                                                           |                                                  | - ニッキー、シング、ホワイト、レオ - ゲスト：ウィリアム、レゴ、トゥイ、ホン、ナット - その他：(267)ファースト、(268)ジャン        |
| 269    | 2023年5月20日  | LYKN編                                                                           |                                                  | - ニッキー、シング、ホワイト、レオ - ゲスト：ウィリアム、レゴ、トゥイ、ホン、ナット - その他：(267)ファースト、(268)ジャン        |
| 270    | 2023年5月27日  | Back to School編                                                                 |                                                  | |
| 271    | 2023年6月3日   | Back to School編                                                                 |                                                  | |
| 272    | 2023年6月10日  | Back to School編                                                                 |                                                  | |
| 273    | 2023年6月17日  | 特別編：ラックタイ                                                               |                                                  | - レオ、ホワイト、モン、シング、アース、ミックス、ファースト、カオタン、チモン - ゲスト：カオタン                                 |
| 274    | 2023年6月24日  | 特別編：ラックタイ                                                               |                                                  | - レオ、ホワイト、モン、シング、アース、ミックス、ファースト、カオタン、チモン - ゲスト：カオタン                                 |
| 275    | 2023年7月1日   | Be My Favorite編 サトリウィッタヤ高校                                            |                                                  | - レオ、シング、ホワイト、モン、オフ、ガン、チモン、ニッキー - ゲスト：クリス、ガウィン                                           |
| 276    | 2023年7月8日   | Be My Favorite編 サトリウィッタヤ高校                                            | レーシング、ゴーカート                           | - レオ、シング、ホワイト、モン、オフ、ガン、チモン、ニッキー - ゲスト：クリス、ガウィン                                           |
| 277    | 2023年7月15日  | デュー-ナニ-ケイ-ジェーン-ラブ-フィルム編 Triamudom Suksa Pattanakarn Ratchada校 | ロボット                                         | - レオ、アーム、ニッキー - ゲスト：デュー、ナニ、ケイ、ジェーン、ラブ、フィルム                                                   |
| 278    | 2023年7月22日  | デュー-ナニ-ケイ-ジェーン-ラブ-フィルム編 Triamudom Suksa Pattanakarn Ratchada校 | フットサル、バスケットボール                     | - レオ、アーム、ニッキー - ゲスト：デュー、ナニ、ケイ、ジェーン、ラブ、フィルム                                                   |
| 279    | 2023年7月29日  | ジュン-ダンク-ウー-ブーム-ルイス編                                               |                                                  | - レオ、ホワイト、モン、シング - ゲスト：ジュン、ダンク、ウー、ブーム、ルイス、アーム                                             |
| 280    | 2023年8月5日   | ジュン-ダンク-ウー-ブーム-ルイス編                                               |                                                  | - レオ、ホワイト、モン、シング - ゲスト：ジュン、ダンク、ウー、ブーム、ルイス、アーム                                             |
| 281    | 2023年8月12日  | ジュン-ダンク-ウー-ブーム-ルイス編                                               |                                                  | - レオ、ホワイト、モン、シング - ゲスト：ジュン、ダンク、ウー、ブーム、ルイス、アーム                                             |
| 282    | 2023年8月19日  | ルーク-アーイ-ムーク-ルックジャン編 ナワミンタラーチューティット校               | マーチングバンド、ゴルフ、アイススケート         | - レオ、シング、ニュー、アーム、ニッキー - ゲスト：ルーク、アーイ、ムーク、ルックジャン                                           |
| 283    | 2023年8月26日  | ルーク-アーイ-ムーク-ルックジャン編 ナワミンタラーチューティット校               | 軽音、セーリング                                 | - レオ、シング、ニュー、アーム、ニッキー - ゲスト：ルーク、アーイ、ムーク、ルックジャン                                           |
| 284    | 2023年9月2日   | Only Friends編 ボディンデーチャー （スィン･スィンハセーニー）校                  | マーチングバンド、水泳、バレーボール             | - アーム、ファースト - ゲスト：ニオ、マーク、カオタン、フォース、ブック                                                           |
| 285    | 2023年9月9日   | Only Friends編 ボディンデーチャー （スィン･スィンハセーニー）校                  | 軽音、アーティスティックスイミング、物理学       | - アーム、ファースト - ゲスト：ニオ、マーク、カオタン、フォース、ブック                                                           |
| 286    | 2023年9月16日  | LYKN編 Matthayom Wat That Thong校                                                | カバーダンス                                     | - レオ、アーム - ゲスト：ウィリアム、レゴ、トゥイ、ホン、ナット                                                                   |
| 287    | 2023年9月23日  | LYKN編 Matthayom Wat That Thong校                                                | カバーダンス、歌                                 | - レオ、アーム - ゲスト：ウィリアム、レゴ、トゥイ、ホン、ナット                                                                   |
| 288    | 2023年9月30日  | パース-チモン編 ベンチャマラーチャーライ校                                       | 軽音                                             | - オフ、ガン、ニュー、レオ - ゲスト：パース、チモン                                                                               |
| 289    | 2023年10月7日  | パース-チモン編 ベンチャマラーチャーライ校                                       | ストーリーテリング                               | - オフ、ガン、ニュー、レオ - ゲスト：パース、チモン                                                                               |
| 290    | 2023年10月14日 | 学期休み編                                                                       |                                                  | 過去回総集編 |
| 291    | 2023年10月21日 | 学期休み編                                                                       |                                                  | 過去回総集編 |
| 292    | 2023年10月28日 | AMAZING PARK                                                                     |                                                  | - レオ、ホワイト、モン、シング - ゲスト：オーム、プローム、ナニ、ケイ                                                             |
| 293    | 2023年11月4日  | AMAZING PARK                                                                     |                                                  | - レオ、ホワイト、モン、シング - ゲスト：オーム、プローム、ナニ、ケイ                                                             |
| 294    | 2023年11月11日 | レンジャーフェスティバル                                                         |                                                  | - レオ、チモン、アーム - ゲスト：ジミー、シー、マーク、ナムターン                                                                 |
| 295    | 2023年11月18日 | レンジャーフェスティバル                                                         |                                                  | - レオ、チモン、アーム - ゲスト：ジミー、シー、マーク、ナムターン                                                                 |
| 296    | 2023年11月25日 | オフ-ガン-ニオ-アンパオ編 チャンプラディッターラーム ウィタヤーコム校            | 軍楽隊、バドミントン                             | - アーム、レオ、ニュー、オフ、ガン - ゲスト：ニオ、アンパオ                                                                       |
| 297    | 2023年12月2日  | オフ-ガン-ニオ-アンパオ編 チャンプラディッターラーム ウィタヤーコム校            | カバーダンス、天文学                             | - アーム、レオ、ニュー、オフ、ガン - ゲスト：ニオ、アンパオ                                                                       |
| 298    | 2023年12月9日  | レンジャー辞典                                                                   |                                                  | 過去回総集編 |
| 299    | 2023年12月16日 | レンジャー辞典                                                                   |                                                  | 過去回総集編 |
| 300    | 2023年12月23日 | レンジャー辞典                                                                   |                                                  | 過去回総集編 |
| 301    | 2023年12月30日 | レンジャー辞典                                                                   |                                                  | 過去回総集編 |
| 302    | 2024年1月6日   | Cherry Magic編 スアンクラーブ ウィタヤーライ トンブリー分校                      | バンド、ダンス                                   | - レオ、テイ、ニュー、シング - ゲスト：ジャン、ジュニア、マーク                                                                   |
| 303    | 2024年1月13日  | Cherry Magic編 スアンクラーブ ウィタヤーライ トンブリー分校                      | タイ伝統楽器バンド、飛行系ラジコン、ロボット工学 | - レオ、テイ、ニュー、シング - ゲスト：ジャン、ジュニア、マーク                                                                   |
| 304    | 2024年1月20日  | Cherry Magic編 スアンクラーブ ウィタヤーライ トンブリー分校                      | テコンドー                                       | - レオ、テイ、ニュー、シング - ゲスト：ジャン、ジュニア、マーク                                                                   |
| 305    | 2024年1月27日  | The Great Graduation of Rangers編                                                |                                                  | - レオ、ホワイト、モン、シング、テイ、ニュー、ファースト、チモン、アーム、ガン、オフ、ニッキー、ナノン、アース、ミックス          |
| 306    | 2024年2月3日   | The Great Graduation of Rangers編                                                |                                                  | - レオ、ホワイト、モン、シング、テイ、ニュー、ファースト、チモン、アーム、ガン、オフ、ニッキー、ナノン、アース、ミックス          |
| 番外編 | 2024年2月3日   | Extra Chapter : Once Upon a Ranger                                               |                                                  | - レオ、ニッキー、オフ、ガン、テイ、ニュー、ナノン、アーム、ホワイト、モン、シング、チモン、ファースト、アース、ミックス          |

### 2024年～現在

#### EP.1～
| No. | 放送日        | 訪問校                                              | 特技             | 出演者 |
| --- | ------------- | --------------------------------------------------- | ---------------- | --- |
| 1   | 2024年2月10日 | The NEW BEGINNING of RANGERS                        |                  | - レオ、ニッキー、アーム、ファースト、カオタン、AJ、JJ、ウィンニー、サタン、マーク、ニオ、ドレーク、ジュン、ダンク、フォース、ブック - ゲスト：Chuang Asia Thailand 2024研修生（EP.3～5） |
| 2   | 2024年2月17日 | The NEW BEGINNING of RANGERS                        |                  | - レオ、ニッキー、アーム、ファースト、カオタン、AJ、JJ、ウィンニー、サタン、マーク、ニオ、ドレーク、ジュン、ダンク、フォース、ブック - ゲスト：Chuang Asia Thailand 2024研修生（EP.3～5） |
| 3   | 2024年2月24日 | The NEW BEGINNING of RANGERS                        |                  | - レオ、ニッキー、アーム、ファースト、カオタン、AJ、JJ、ウィンニー、サタン、マーク、ニオ、ドレーク、ジュン、ダンク、フォース、ブック - ゲスト：Chuang Asia Thailand 2024研修生（EP.3～5） |
| 4   | 2024年3月2日  | The NEW BEGINNING of RANGERS                        |                  | - レオ、ニッキー、アーム、ファースト、カオタン、AJ、JJ、ウィンニー、サタン、マーク、ニオ、ドレーク、ジュン、ダンク、フォース、ブック - ゲスト：Chuang Asia Thailand 2024研修生（EP.3～5） |
| 5   | 2024年3月9日  | The NEW BEGINNING of RANGERS                        |                  | - レオ、ニッキー、アーム、ファースト、カオタン、AJ、JJ、ウィンニー、サタン、マーク、ニオ、ドレーク、ジュン、ダンク、フォース、ブック - ゲスト：Chuang Asia Thailand 2024研修生（EP.3～5） |
| 6   | 2024年3月16日 | The NEW BEGINNING of RANGERS                        |                  | - レオ、ニッキー、アーム、ファースト、カオタン、AJ、JJ、ウィンニー、サタン、マーク、ニオ、ドレーク、ジュン、ダンク、フォース、ブック - ゲスト：Chuang Asia Thailand 2024研修生（EP.3～5） |
| 7   | 2024年3月23日 | フォース-ブックの24年間の友情編 サーラ ウィタヤー校 | 韓国語           | - レオ、アーム、フォース、ブック、ウィンニー、サタン、マーク、AJ、ジュン、ダンク - ゲスト：ナムターン、プーン                                                                             |
| 8   | 2024年3月30日 | We Are編＆続フォースブック編 サーラ ウィタヤー校    | カーレース       | - レオ、ダンク、ウィンニー、サタン、ニッキー、ジュン、ダンク、AJ、アーム - ゲスト：ポンド、プーウィン、プーン、ナムターン、フォース、ブック                                               |
| 9   | 2024年4月6日  | 続フォースブック編 サーラ ウィタヤー校              | バスケットボール | - レオ、ニッキー、AJ、ジュン、ダンク、アーム、ウィンニー、サタン、マーク - ゲスト：プーン、ナムターン、フォース、ブック                                                                   |
| 10  | 2024年4月13日 | LYKNによるレンジャー紹介編                          |                  | - ゲスト：LYKN |
| 11  | 2024年4月20日 | Only Boo!チョンブリー旅行編                         |                  | - レオ、アーム - ゲスト：シー、キーン、アシ、アン、ルイ |
| 12  | 2024年4月27日 | 続Only Boo!編＆23.5編                               |                  | - レオ、アーム、AJ - ゲスト：シー、キーン、アシ、アン、ルイ、サイシー、ミルク、ラブ、アーン、フォード、ヴィウ                                                                             |
| 13  | 2024年5月4日  | 続Only Boo!編                                       |                  | - レオ、アーム - ゲスト：シー、キーン、アシ、アン、ルイ |
| 14  | 2024年5月11日 | 23.5編                                              |                  | - レオ、AJ、フォース - ゲスト：サイシー、ミルク、ラブ、アーン、フォード、ゴルフ |
| 15  | 2024年5月18日 | 23.5編                                              |                  | - レオ、AJ - ゲスト：サイシー、ミルク、ラブ、アーン、フォード、ゴルフ、ヴィウ |